# Delstruktur
En delstruktur är ett begrepp inom modellteori och universell algebra.
{\displaystyle {\underline {A}}} är en delstruktur till {\displaystyle {\underline {B}}} om
- {\displaystyle A\subseteq B},
- {\displaystyle f^{A}=f^{B}|A^{n}} för varje n-ställig funktionssymbol f i språket,
- {\displaystyle P^{A}\subseteq P^{B}\cap A^{n}} för varje n-ställig predikatsymbol P i språket.